# Sisymbrium afghanicum
Sisymbrium afghanicum là một loài thực vật có hoa trong họ Cải. Loài này được Gilli miêu tả khoa học đầu tiên năm 1955.